# Campeonato Panamericano de Béisbol Sub-12 de 2008
El Campeonato Panamericano de Béisbol Sub-12 de 2008 con categoría Infantil AA, se disputó en Tolú, Colombia del 30 de agosto al 7 de septiembre de 2008. El oro se lo llevó Venezuela por novena vez.

## Equipos participantes
- Aruba
- Brasil
- Colombia
- Honduras
- Nicaragua
- México
- Panamá
- Venezuela

## Resultados
| Posición | Selección |
| -------- | --------- |
|          | Venezuela |
|          | México    |
|          | Panamá    |
| 4°       | Aruba     |
| 5°       | Colombia  |
| 6°       | Nicaragua |
| 7°       | Honduras  |
| 8°       | Brasil    |